# Aeroportul Heritage Field
Aeroportul Heritage Field (IATA: PTW, ICAO: KPTW, FAA LID: PTW) este un aeroport din Pennsylvania, Statele Unite ale Americii ce deservește zona Pottstown⁠(d). Aeroportul a fost tranzitat în 2017 de 12 pasageri. A fost numit după zona deservită.
Situat la o altitudine de 94 m, aeroportul dispune de 1 pistă.

## Infrastructură

### Piste
Aeroportul dispune de o singură pistă. Pista 10/28 are suprafața de asfalt și dimensiunile 3.371 picioare × 75 picioare. 